# Nalini Krishan
Nalini Krishan est une actrice née le 30 août 1977 à Suva aux Fidji.
Elle est surtout connue pour avoir interprété le rôle de Barriss Offee dans Star Wars, épisode II : L'Attaque des clones (2002) et Star Wars, épisode III : La Revanche des Sith (2005).